# 2-Lysophosphatidylcholine

Structure générique d'une 2-lysophosphatidylcholine.

Une 2-lysophosphatidylcholine (2-lysoPC), généralement appelée simplement lysophosphatidylcholine (LPC) ou lysolécithine, est une biomolécule dérivée d'une phosphatidylcholine par hydrolyse d'un résidu d'acide gras en position 2 sur le glycérol. Cette hydrolyse est généralement le fait d'une phospholipase A2 – EC 3.1.1.4 :
|                               | + H2O {\displaystyle \rightleftharpoons } |            | + |                           |
| Phosphatidylcholine           |                                           | Acide gras |   | 2-Lysophosphatidylcholine |
| Phospholipase A2 – EC 3.1.1.4 |                                           |            |   |                           |

Les lysophosphatidylcholines sont des constituants mineurs des membranes cellulaires (moins de 3 % des phospholipides membranaires) et du plasma sanguin (de 8 à 12 %). En milieu physiologique, les 2-lysophosphatidylcholines sont en équilibre avec les 1-lysophosphatidylcholines correspondantes à raison de 90 % de 2-lysoPC et 10 % de 1-lysoPC.
|                           | {\displaystyle \rightleftharpoons } |                           |
| 2-Lysophosphatidylcholine |                                     | 1-Lysophosphatidylcholine |
Ces molécules possèdent de nombreux effets biologiques. Elles ont par exemple la capacité de stimuler la phagocytose ou de changer les propriétés de surface des érythrocytes. Elles peuvent être utilisées en laboratoire pour étudier la démyélinisation de coupes de tissu cérébral afin de reproduire in vitro les effets d'affections telles que la sclérose en plaques.
Les LPC ne sont pas utilisables telles quelles en pharmacie, car leur durée de vie in vivo est très brève, étant promptement métabolisées par la lysophospholipase (EC 3.1.1.5) pour être hydrolysées en L-α-glycérophosphorylcholine et la LPC acyltransférase (EC 2.3.1.23) pour être converties en phosphatidylcholines.
En revanche, des dérivés obtenus par substitution d'un groupe alkyle au groupe acyle, et appelés pour cette raison alkyl-lysophospholipides, présentent un intérêt pharmaceutique notamment en oncologie : c'est le cas de l'édelfosine, de la miltéfosine et de la périfosine, qui n'agissent pas en ciblant l'ADN des cellules cancéreuses mais en déclenchant l'apoptose des cellules malignes en agissant sur leur membrane plasmique et sur plusieurs mécanismes de signalisation lipidique ; leur action est de ce fait indépendante du stade de la cellule.